# Miravalles (volcan)
Le Miravalles est un stratovolcan du Costa Rica.

## Toponymie
Son nom original était « volcan de Cuipilapa » mais il a été rebaptisé Miravalles, du nom de la hacienda appartenant à l'argentin Crisanto Medina.